# Malcolm Gladwell

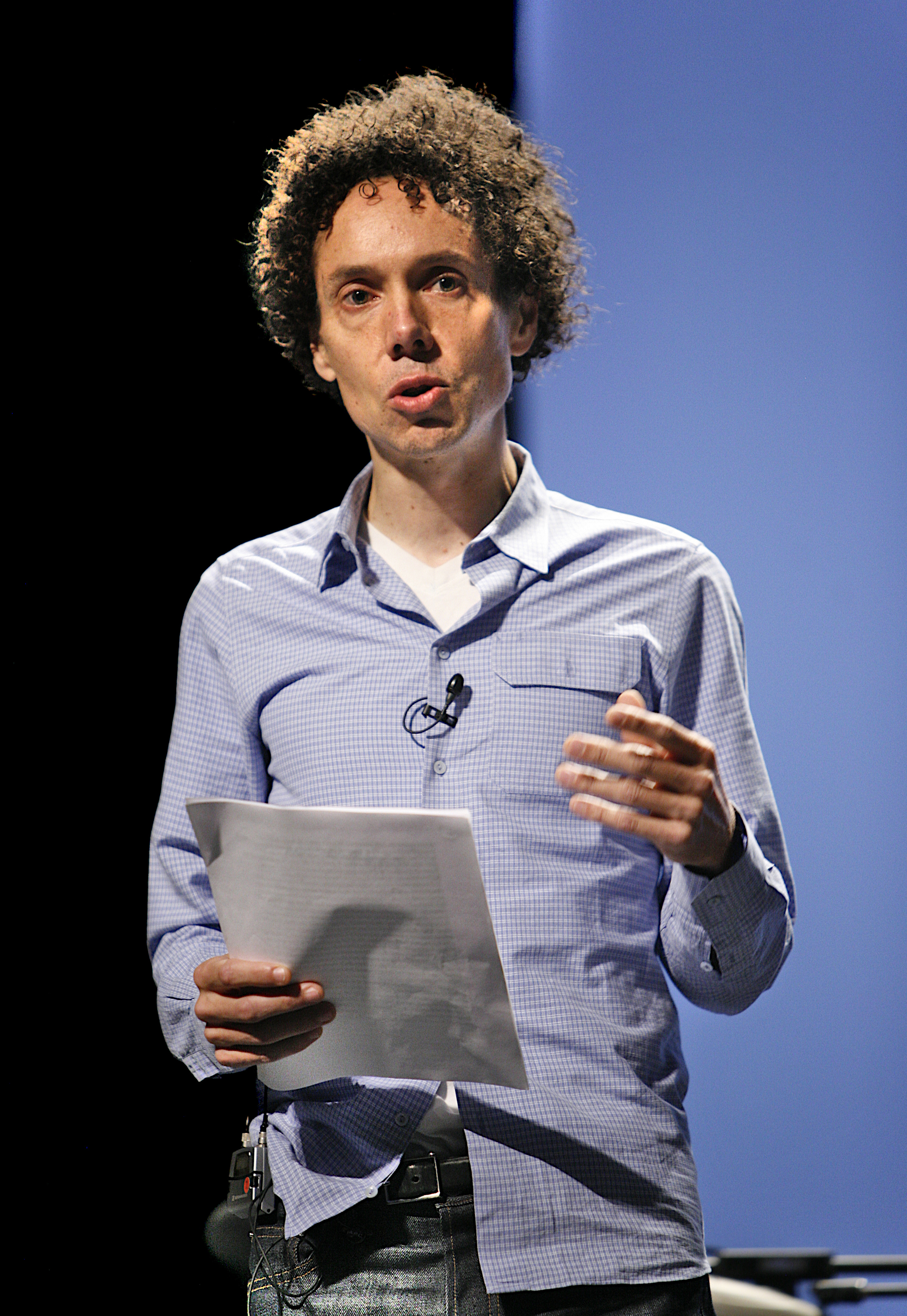
Malcolm Gladwell (2008)

Malcolm Gladwell (* 3. September 1963 in Fareham, Hampshire, England) ist ein kanadischer Journalist, Autor und Unternehmensberater.

## Leben
Der Vater von Malcom Gladwell war ein britischer Mathematikprofessor, die Mutter Psychotherapeutin aus Jamaika. Gladwell wuchs in Kanada auf und lebt heute in New York City, USA. Er machte seinen Abschluss in Geschichte 1984 an der Universität Toronto und arbeitete zunächst beim American Spectator, dann von 1987 bis 1996 für die Washington Post. Seit 1996 schreibt er als Redaktionsmitglied für die Zeitschrift The New Yorker und hat mit seinen Features eine große Anhängerschaft gewonnen.

## Bücher
Gladwell ist Autor der beiden Bestseller Tipping Point (engl. The Tipping Point – How Little Things Can Make A Big Difference) und Blink! Die Macht des Moments (engl. Blink – The Power Of Thinking Without Thinking).
Tipping Point (2000) beschreibt das Zustandekommen und Funktionieren von Trends und wie Unternehmen die Kenntnis dieser Prozesse für das Marketing ihrer eigenen Produkte nutzen können.
Blink! Die Macht des Moments (2005) beschäftigt sich mit der Rolle der Intuition bei der Entscheidungsfindung und der menschlichen Fähigkeit bzw. Unfähigkeit, bei zeitlich begrenztem Informationsinput sinnvolle Entscheidungen zu treffen.
In seinem Buch Outliers spricht er von den entscheidenden 10.000 Stunden.
Typischerweise zieht Gladwell zur Illustration seiner Thesen Beispiele aus vielen scheinbar weit auseinander liegenden Fach- und Lebensbereichen heran, die er eingängig und mit viel erzählerischer Verve dem Leser vorstellt. Oft sind es alltägliche Beobachtungen, die ihm Anstoß zur Auseinandersetzung mit seinen Themen geben.
So „bedankt“ er sich in Blink! am Ende des Buches bei drei Polizisten dafür, dass sie ihn kurzfristig festgehalten hatten, weil sie ihn für einen gesuchten Sexualstraftäter hielten. Gemeinsam hatten Gladwell und der Gesuchte nur eine wilde, krause Haarmähne, wobei es 20 Minuten dauerte, bis der Irrtum aufgeklärt war. Er bezeichnet diese Erfahrung mit der Macht des ersten Eindrucks als Initialzündung für sein Buch.
Wie leicht man einem Stereotyp – gerade im Zusammenhang mit Rassenzugehörigkeit – zum Opfer fallen kann, beschäftigt Gladwell durchgehend, auch aus seiner eigenen Erfahrung als Kind eines englischen Vaters und einer aus Jamaika stammenden Mutter.

## PodcastRevisionist History
Gladwell veröffentlicht einen Podcast mit dem Titel Revisionist History, von dem seit 2016 jährlich je eine Staffel mit 10 Episoden erschien. Die etwa 45-minütigen Episoden behandeln „übersehene und missverstandene Ereignisse“.

## Interdisziplinäre Ansätze
Gladwell verfolgt einen interdisziplinären Ansatz, der Erkenntnisse aus Gesellschaftswissenschaften, Psychologie, Kommunikationswissenschaft, Wirtschaft, Politik, Technologie und Verbraucherforschung zueinander in Beziehung setzt. Besonders oft geht er den überraschenden Anwendungsmöglichkeiten von Forschungsergebnissen in den Bereichen Sozialwissenschaften und Psychologie (Wahrnehmungs- und Verhaltensforschung) nach.
Gladwell ist als Redner in Wirtschaftskreisen gefragt. Nach eigenen Angaben nimmt er keine bezahlten Beratungsaufträge an, die über das Halten von Vorträgen hinausgehen.

## Veröffentlichungen (Auswahl)
- The Tipping Point: How Little Things Can Make A Big Difference. Little, Brown & Co. 2000, ISBN 0-316-31696-2
  - Tipping Point: Wie kleine Dinge Großes bewirken können. Berlin Verlag, Berlin 2000 ISBN 3-8270-0274-5; wieder Goldmann, München 2002 ISBN 3-442-12780-7[6]
- Blink: The Power Of Thinking Without Thinking. Little, Brown, 2005 ISBN 0-316-17232-4
  - Blink! Die Macht des Moments. Campus, Frankfurt 2005 ISBN 3-593-37779-9; Piper, München 2007, ISBN 978-3-492-24905-8
- Outliers: The Story of Success. Little, Brown, 2008 ISBN 978-0-316-01792-3
  - Überflieger: Warum manche Menschen erfolgreich sind – und andere nicht. Campus, Frankfurt 2009, ISBN 978-3-593-38838-0
- What the Dog Saw – and other adventures. Little, Brown, 2009 ISBN 978-0-316-07584-8
- David and Goliath: underdogs, misfits, and the art of battling giants. Little, Brown, New York 2013
  - Übers. Jürgen Neubauer: David und Goliath. Die Kunst, Übermächtige zu bezwingen. Campus, Frankfurt 2013, ISBN 978-3-593-65547-5
- Talking to Strangers: What We Should Know about the People We Don’t Know. Little, Brown, New York 2019
  - Übers. Jürgen Neubauer: Die Kunst, nicht aneinander vorbeizureden. Rowohlt, Hamburg 2019, ISBN 978-3-498-00162-9
- The Bomber Mafia: A Dream, a Temptation, and the Longest Night of the Second World War. Little, Brown & Co. 2021
- Revenge of the Tipping Point: Overstories, Superspreaders and the Rise of Social Engineering. Little, Brown & Co. 2024